# Kurt Schneider
Kurt Schneider (Crailsheim, 7 de enero de 1887 - Heidelberg, 27 de octubre de 1967) fue un psiquiatra alemán conocido principalmente por sus trabajos sobre el diagnóstico de la esquizofrenia.

## Biografía
Nació en Crailsheim (1887) Alemania. En 1912 realizó su doctorado en Medicina bajo la dirección de Max Scheller ("Zur psychologischen  Phánomenologie  von Liebe und Mitfühlen") y posteriormente se especializó en psiquiatría. Desde los inicios de su carrera, mantuvo una estrecha relación con Karl Jaspers, a quien dedicó su tesis doctoral pese a tener pocos años de diferencia. Desde entonces y hasta la muerte de Jaspers mantuvieron un constante intercambio epistolar, revisando y comentando las obras más conocidas de ambos.Schneider escribió una segunda tesis doctoral en Filosofía.
En 1931 llegó a ser Director del Instituto de Investigaciones Psiquiátricas en Münich, fundado por Emil Kraepelin.
Disgustado por la oleada eugenésica liderada por el Partido Nazi, Schneider renunció al instituto y sirvió como médico militar en la Segunda Guerra Mundial. Terminada la guerra, los académicos antinazis fueron llamados a prestar servicios y reconstruir las instituciones médicas en la Alemania de la postguerra. Schneider llegó a ser Decano de la Escuela de Medicina de la Universidad de Heidelberg, cargo que mantuvo hasta su jubilación en 1955. Conocida es la controversia respecto de su nombramiento. Los principales candidatos para la Dirección de la Clínica eran HG Gruhle y Kurt Schneider. En las rondas de consultorías previas, Bumke (Editor de la famosa "Psychiatrie der Gegenwart") y que tenía un enorme poder de veto, se dice que habría dicho "Schneider que no era digno del cargo. También se consultó a Jaspers, quien pese a vivir en Basilea, mantuvo siempre influencia en estas decisiones. Con ambigüedad respondió que estimaba y sentía muy cercano a Schneider por haberse acercado tan joven a él y transformarse en su discípulo pero que también Gruhle le era muy cercano por considerarlo el clínico más ético y original de la escuela de Heidelberg.

## Contribuciones a la psiquiatría

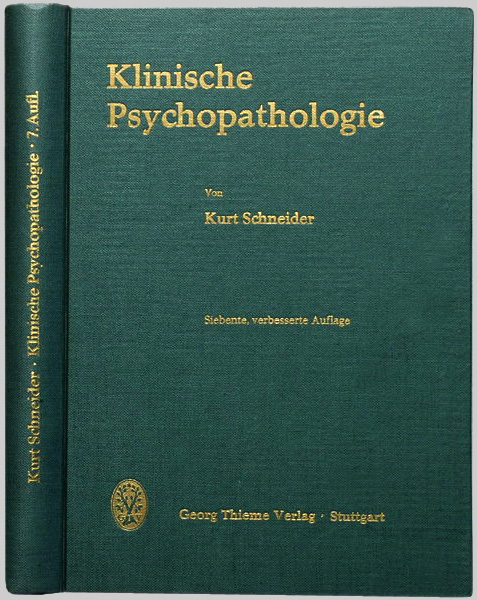

Schneider se interesó en mejorar el método de diagnóstico en psiquiatría. Tal como Karl Jaspers, consideró que los diagnósticos debían basarse en la forma y no en el contenido de los síntomas o signos. Por ejemplo, sostuvo que un delirio debía diagnosticarse no por su contenido, por más extraño que pareciera a primera vista, sino por la manera lógica en que se llegaba a él y se defendía argumentalmente.
También trabajó en diferenciar la esquizofrenia de otras psicosis, realizando una lista de los síntomas psicóticos que serían especialmente característicos de la esquizofrenia, que se conocen actualmente como "síntomas schneiderianos de primer orden", o simplemente "síntomas de primer orden", o 'síntomas primarios'
Estos son:
- Pensamiento sonoro.
- Escuchar voces que discuten entre sí.
- Escuchar voces que comentan las propias acciones.
- Experimentar influencias corporales (lo vivido como hecho por otros).
- Robo, inserción y otras influencias sobre el pensamiento (sentir que el pensamiento propio es robado o controlado por otros).
- Irradiación del pensamiento (sensación de que los demás escuchan el pensamiento propio).
- Percepciones delirantes.

La fiabilidad de los "síntomas de primer orden" ha sido puesta en duda desde entonces, aunque los términos siguen siendo utilizados por profesionales de la salud mental en términos más descriptivos que como criterios diagnósticos.
Otra de sus contribuciones fue señalar lo que era básico en las depresiones y permitía establecer su diagnóstico. Para él, lo esencial en la depresión era la "tristeza vital". Una alteración anímica cualitativamente diferente de la emoción común que también se llama "tristeza".
Sin embargo, no consiguió demostrar dicha diferencia. 
Durante muchos años, el concepto de “tristeza vital” estuvo muy contestado porque Schneider no había demostrado realmente que la "tristeza vital" fuera cualitativamente diferente de la emoción "tristeza". Algunos autores, como los españoles Jesús Ramos Brieva y Amelia Cordero Villafáfila intentaron establecer esa distinción y para evitar polémicas decidieron cambiarle el nombre, proponiendo el de Anelasticoendostenia. Sin embargo este término no tuvo aceptación y no se utiliza en la actualidad.